# Cloud computing

Diagrama conceptuală a cloud computing

Cloud computing (pronunție în engleză [klaʊd kəmˈpjuːtɪŋ], literal „computerizare în nori”), este un concept modern în domeniul computerelor și informaticii, reprezentând un ansamblu distribuit de servicii de calcul, aplicații, acces la informații și stocare de date, fără ca utilizatorul să aibă nevoie să cunoască amplasarea și configurația fizică a sistemelor care furnizează aceste servicii. Pentru cloud computing încă nu există un nume românesc încetățenit.
Expresia cloud computing derivă dintr-o reprezentare grafică simbolică a Internetului des întâlnită în formă de nor („the cloud”), folosită atunci când detaliile tehnice ale Internetului pot fi ignorate, ca în imaginea din dreapta. Conceptul și termenul englez au apărut în practică prin anii 2006-2007.

## Clasificare
După livrare:
- Software as a service - Software ca serviciu
- Platform as a service - Platformă ca serviciu
- Network as a service - Rețea ca serviciu
- Infrastructure as a service - Infrastructură ca serviciu

După implementare:
- Cloud public
- Cloud privat
- Cloud hibrid
- Cloud pentru o comunitate (community cloud)

## Caracteristici
Conexiunea permanentă a utilizatorului la Internet a devenit foarte răspândită, astfel încât acum aproape toate resursele disponibile se pot plasa în Internet și partaja, uneori chiar între utilizatori complet independenți unii de alții: software (programele) și datele/informațiile sunt aduse din Internet pe calculatorul utilizatorului la cerere (on demand), ca și cum ar fi vorba de servicii publice banale precum apa sau energia electrică.
Executarea aplicațiilor de computer online în Internet, și nu pe stația de lucru (workstation) proprie, reprezintă o nouă schimbare de paradigmă, urmașă a celei din anii 1980, când s-a trecut de la mainframes la conceptul client-server. Dacă interfața pusă la dispoziție de furnizorul (provider) de cloud computing este de bună calitate, atunci utilizatorul e eliberat de sarcina de a fi un expert în tehnologia și infrastructura folosite. De exemplu, el nu mai trebuie să-și actualizeze software-ul, deoarece aceasta se face central, la furnizor.
Cloud computing folosește noi metode de oferire și consumare a serviciilor IT în Internet, servicii care de obicei pot fi dimensionate dinamic și care includ resurse virtualizate.
 Este de fapt doar o posibilitate secundară, urmare a ușurinței cu care se pot acum accesa toate serverele și centrele de calcul interconectate prin intermediul Internetului.

Furnizorii tipici de cloud computing pun la dispoziție, de exemplu, aplicații comerciale standard; utilizatorul are acces la acestea doar prin intermediul unui browser local, deoarece atât aplicația cât și datele proprii ale utilizatorului sunt găzduite în cloud, pe serverul furnizorului de servicii. În aceste condiții asigurarea confidențialității și drepturilor de acces la date în contextul Internetului atotprezent joacă un rol primordial.
Deseori furnizorii de clouds prevăd și servicii suplimentare, consolidând toate ofertele lor, pentru toți clienții lor, într-o singur loc (pagină sau sit web). Ofertele comerciale trebuie în general să îndeplinească standardele de calitate cerute de clienți, ca de ex. așa numitele Service Level Agreements (SLA) și altele.
Cei mai mari furnizori din acest domeniu sunt companiile Microsoft, Salesforce, Skytap, HP, IBM, Amazon și Google.

## Securitate și confidențialitate
Cloud computing ridică probleme de confidențialitate, deoarece furnizorul de servicii poate accesa oricând datele din cloud. Ar putea modifica sau șterge informații în mod accidental sau deliberat. Mulți furnizori de servicii cloud pot partaja informații cu terțe părți, dacă este necesar, în scopuri de drept și ordine, fără un mandat. Acest lucru este permis în politicile lor de confidențialitate, cu care utilizatorii trebuie să fie de acord înainte de a începe să utilizeze serviciile cloud. Soluțiile pentru confidențialitate includ politica și legislația, precum și opțiunile utilizatorilor finali cu privire la modul în care sunt stocate datele. Utilizatorii pot cripta datele care sunt procesate sau stocate în cloud pentru a preveni accesul neautorizat. Sistemele de management al identității pot oferi, de asemenea, soluții practice pentru problemele legate de confidențialitate în cloud computing. Aceste sisteme fac distincția între utilizatorii autorizați și neautorizați și determină cantitatea de date care este accesibilă fiecărei entități. Sistemele funcționează prin crearea și descrierea identităților, înregistrarea activităților și eliminarea identităților neutilizate. 

## Avantaje și dezavantaje
Avantaje:
- Sincronizarea datelor utilizatorului care folosește mai multe dispozitive legate la cloud (de ex. un smartphone, o tabletă, un notebook, dar și un PC) este simplificată
- Documentele online din cloud se pot prelucra cu ajutorul unor aplicații web
- Viteză de calcul și capacitate de stocare sporite, dar fără investiții în propria configurație
- Datele nu pot fi furate, purtătorul de date nu se poate defecta etc.

Dezavantaje:
- E necesară o legătură la Internet rapidă și stabilă
- Securitatea necesară a datelor din cloud poate prezenta probleme și poate produce neîncrederea utilizatorilor
- Situația legală este de obicei complexă, deoarece utilizatorul nu află nici măcar în ce țară sau în ce țări (!) se află serverele care îi găzduiesc datele sale.